# Dasychirella cinderella
Dasychirella cinderella är en fjärilsart som beskrevs av Sergius G. Kiriakoff 1970. Dasychirella cinderella ingår i släktet Dasychirella och familjen tandspinnare. Inga underarter finns listade i Catalogue of Life.